# Giovanni di Rupescissa
Giovanni di Rupescissa (in occitano Joan de Rocatalhada, in francese Jean de Roquetaillade; Marcolès, 1310 circa – Avignone, 1365) è stato un frate francescano spirituale occitano del XIV secolo, visionario e autore di commentari a testi profetici, nonché di testi di alchimia.
Passò quasi tutta la vita in carcere, prima nei conventi francescani e poi nel carcere della corte papale di Avignone.  Nonostante ciò, i suoi testi conobbero una circolazione sorprendente, e già pochi decenni dopo la loro redazione vennero tradotti in francese, catalano, italiano, castigliano, inglese medievale, ceco, tedesco e altre lingue del tempo.

## Biografia
Giovanni di Rupescissa nasce intorno al 1300-1310 nel villaggio di Marcolès, pochi chilometri a sud di Aurillac, nella regione francese dell'Alvernia. Nonostante diverse ricerche siano state condotte e diverse ipotesi avanzate negli ultimi due secoli, non si sa quasi niente della sua famiglia di provenienza. Egli stesso non parla mai, nelle sue opere giunte fino a noi, della sua famiglia. 

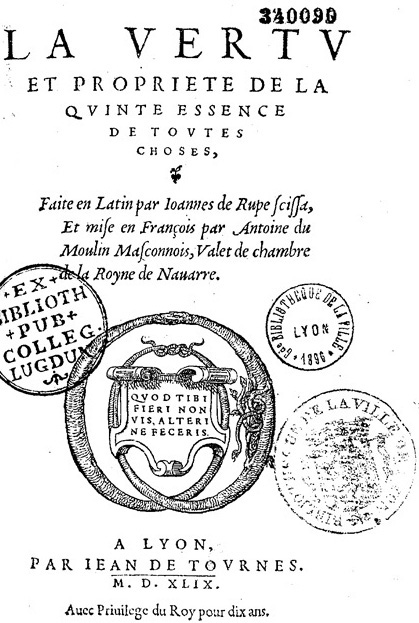
Copertina di un'edizione francese delle Considerazioni sulla quinta essenza di tutte le cose

Intorno al 1328 comincia gli studi di filosofia a Tolosa, ma già nel 1332 entra nel noviziato dell'ordine francescano; dopo avere continuato gli studi a Tolosa per altri cinque anni, nel 1340 viene assegnato alla comunità del convento di Aurillac. Non c'è motivo per pensare che sia stato ordinato prete. Nell'anno 1340 egli avrebbe ricevuto la sua prima rivelazione profetica, che gli permise di comprendere il significato di un capitolo dell'Apocalisse di Giovanni.
Pochi anni dopo, tuttavia, per Giovanni di Rupescissa inizia l'esperienza del carcere: dal dicembre 1344 al dicembre 1345 egli viene recluso nella prigione del convento di Figeac per ordine del Ministro provinciale dei Francescani, Guglielmo Farinier. 
Dagli scritti di Rupescissa non emerge con chiarezza il motivo per cui egli viene incarcerato, oltretutto in un regime assai duro dal punto di vista sia materiale sia spirituale. È probabile che i superiori francescani, e Guglielmo Farinier in modo particolare, lo abbiano incarcerato con l'accusa di essere eretico. Ad ogni modo, diventa difficile discernere tra le accuse formali mosse contro Giovanni di Rupescissa (la pratica dell'alchimia commista a magia? l'eresia? la predicazione di falsità?) e le vere cause della sua incarcerazione. Dalla lettura delle sue opere, tuttavia, emergono alcuni dettagli che ci possono far pensare a una vicinanza di Rupescissa alla linea degli Spirituali e forse addirittura al Beghinismo. È dunque per lo meno lecito il sospetto che il vero motivo della carcerazione di Rupescissa e soprattutto dell'avversione dei suoi superiori nei suoi confronti sia da cercare più nelle sue posizioni in materia di povertà e di obbedienza, che nella sua attività di profeta e visionario.
Tra il 1345 e il 1347 Giovanni di Rupescissa è sballottato tra le prigioni dei conventi del Languedoc: Martel (attuale regione Midi-Pyrénées), Brive, Donzenac, Limoges e Saint-Junien (tutti nel Limosino), Cahors, Montcuq, Penne, Saint-Antonin e Tolosa (ancora nell'attuale Midi-Pyrénées). È credibile che i continui trasferimenti nascondessero anche l'intenzione di impedire al recluso di stabilire relazioni significative con i frati delle comunità che lo ospitavano: intorno a lui veniva creata la fama di "fantasticus", di visionario, forse di pazzoide, ma ben pochi avevano modo di stabilire con lui rapporti di amicizia o forse anche di conoscenza autentica. 
Nel 1346 è sottoposto a processo per eresia, ma l'inquisitore, il domenicano Giovanni des Moulins, constata la sua ortodossia: il frate non è eretico; ciononostante i Francescani si rifiutano di rimetterlo in libertà: Rupescissa rimane detenuto nel convento di Tolosa, e poi, sino al 1349, incarcerato in un sottoscala del dormitorio del convento di Rieux (una quarantina di chilometri a sud-ovest di Tolosa). Forse questa sua condizione di isolamento, almeno per una volta, insieme ad una complessione fisica che ha dimostrato una incredibile resistenza, risulta a suo vantaggio: intanto che la peste miete strage intorno e dentro al convento, egli scampa.
Nell'agosto 1349 avviene una svolta nella vita di Rupescissa: per l'ennesima volta viene trasferito, questa volta è destinato alla prigione di Castres (regione Midi-Pyrénées, vicino ad Albi); invece, egli riesce a convincere il frate che dovrebbe accompagnarlo alla sua nuova destinazione a lasciarlo andare fino alla Sede papale, ad Avignone, dove vorrebbe esporre le sue ragioni e chiedere giustizia.
Qualche mese dopo, in ottobre, Giovanni di Rupescissa si presenta davanti al concistoro pubblico presieduto da papa Clemente VI: si apre un processo che durerà circa un anno; nel frattempo però egli non viene riconsegnato all'ordine francescano, ma resta incarcerato nella prigione pontificia, da dove comunque ha modo di accedere a diversi libri e di comporre le sue opere. Nel novembre dello stesso anno 1349, su ordine del cardinale Guglielmo Curti, termina di redigere il Liber Secretorum Eventuum, un repertorio delle sue visioni e profezie.
Sicuramente gli anni cinquanta del XIV secolo sono quelli in cui registriamo la più intensa produzione di testi da parte di Giovanni di Rupescissa: il Commentario all'Oracolo di Cirillo; il Liber lucis che si diffuse anche con il titolo De confectione veri lapidis philosophorum; un altro testo di alchimia, il De quinta essentia; De oneribus orbis. 
Pur vivendo in carcere, Rupescissa è molto conosciuto, viene contattato da diverse autorità ecclesiastiche, probabilmente la sua voce giunge fino al Papa. Egli è anche al corrente delle principali decisioni della politica ecclesiastica del tempo, né gli sfuggono le drammatiche vicende della Guerra dei Cento Anni in corso o delle conseguenze della grande peste di pochi anni prima.
Nel 1356 egli scrive il Liber Ostensor, la sua opera principale, che sarà conclusa, dopo un lavoro che non può che essere stato febbrile considerando la mole del Liber, in cento giorni. Nel 1356 Rupescissa redige anche un altro testo profetico, più breve: il Vade mecum in tribulatione. Queste due opere, però, sembrano essere le ultime di Giovanni di Rupescissa, almeno tra quelle giunte a noi; e siccome la principale fonte di informazioni biografiche su Rupescissa si trova proprio nei suoi trattati, ciò che sappiamo di lui dopo il 1356 si fa molto più indistinto.  Nel 1360 lo incontra lo storico francese Jean Froissart che parla di lui nelle sue Chroniques.
Nel luglio 1366 sicuramente Giovanni di Rupescissa è già morto (il suo nome compare nei libri contabili della Curia: si versa del denaro come rimborso delle spese effettuate per il «quondam fratri Johanni de Rupescisa, ordinis minorum, qui detinebatur captus in palatio Avinionis, de fide suspectus», per il fu fra' Giovanni di Rupescissa, dell'Ordine dei Minori, che era detenuto come prigioniero nel palazzo di Avignone, sospettato in materia di fede).
Alcuni storici del passato hanno tramandato informazioni abbastanza confuse e contraddittorie sulla morte di Rupescissa: per alcuni egli sarebbe morto sul rogo ad Avignone, mentre per altri avrebbe predicato addirittura a Vienna e a Mosca e sarebbe poi rientrato in patria nonagenario. Molto probabilmente si tratta di sovrastrutture leggendarie accumulatesi nel corso dei secoli.

## Fortuna di Giovanni di Rupescissa dopo la sua morte
Gli scritti di Giovanni di Rupescissa conobbero ben presto una discreta diffusione: a lui si ispirò il frate e scrittore catalano Francesc Eiximenis che modificò l'interpretazione delle profezie di Rupescissa, attribuendo ai sovrani di Aragona il ruolo escatologico positivo che invece Rupescissa attribuiva ai sovrani di Francia.
Un anonimo lollardo, in carcere in Inghilterra per la sua adesione al movimento di riforma della Chiesa iniziato da John Wyclif, commentando l'Apocalisse, ricordava che gli scritti di Giovanni di Rupescissa, insieme con quelli di Pietro di Giovanni Olivi, erano stati distrutti a Oxford e Salisbury per ordine dei vescovi. 
Il Vade mecum in tribulatione si diffuse rapidamente in Europa, soprattutto in ambienti in cui la protesta sociale o religiosa montava tra le popolazioni: così nella Francia della Grande Jacquerie, nel 1358, quando l'operetta, tradotta in francese, veniva copiata a Parigi; ugualmente a Praga, tra il 1400 e il 1424, quando diverse compilazioni e rielaborazioni si sarebbero diffuse prima in ambienti attenti al tema della Riforma della Chiesa, e poi durante l'esperienza taborita, il momento più radicale della Riforma hussita.
In Spagna, prima dell'espulsione degli Ebrei nel 1492, alcuni Giudei di Segovia calcolavano la data della venuta del Messia a partire dagli scritti di un certo fray Juan de Rozas Ysla: alcuni studiosi hanno ipotizzato che si trattasse proprio di Giovanni di Rupescissa. Rupescissa fissava la data per la venuta di un anticristo intorno al 1365: gli Ebrei di Segovia aggiornavano di un secolo questa profezia e naturalmente vedevano nell'Anticristo che i Cristiani temevano il Messia atteso dal popolo ebraico.

## Opere profetiche
Sicuramente la principale attività di Giovanni di Rupescissa fu la scrittura. Dalla lettura delle sue opere abbiamo notizia di molti titoli. Soltanto una piccola parte di queste opere è giunta fino a noi, solitamente attraverso la testimonianza di pochissimi manoscritti.
Possiamo elencare le seguenti opere di Giovanni di Rupescissa di argomento profetico o apocalittico:
- Commentum in oraculum beati Cyrilli (1345-49)
-  Liber Secretorum Eventuum (1349)
- Sexdequiloquium (1352/53)
- De oneribus orbis (1354/55): commentario della profezia “Vae mundo in centum annis” composta forse dal catalano Arnaldo da Villanova
- Liber Ostensor (1356)
-  Vade mecum in tribulatione (1356)
- Tre lettere.
Per non trascurare nulla della produzione di Rupescissa dovremmo anche citare un brevissimo commento ad alcune profezie tratte dalla Prophetia Merlini di Goffredo di Monmouth; probabilmente qualcuno aveva chiesto al frate una spiegazione e questi aveva risposto per iscritto.
Ha suscitato un certo scalpore tra gli studiosi di profezie medievali la recente scoperta, da parte dello studioso francese Sylvain Piron, di un'altra opera di Giovanni di Rupescissa: il Sexdequiloquium, che si credeva perduto per sempre fin quando è stato ritrovato un manoscritto in Lorena che ci tramanda il testo di quest'opera del profeta francescano.
Moltissime sono le altre opere di Giovanni di Rupescissa, ora perdute: di esse conosciamo soltanto i titoli.

## Giovanni di Rupescissa alchimista
Giovanni di Rupescissa non fu soltanto veggente e commentatore di profezie: il suo nome viene citato anche nella storia dell'alchimia. 
Sono soltanto due le sue opere di alchimia giunte fino a noi: un trattato De quinta essentia e il Liber lucis. Queste opere conobbero una diffusione sicuramente maggiore rispetto alle opere "profetiche": si conoscono circa duecento manoscritti del De quinta essentia, il Liber lucis venne tradotto in inglese, italiano, tedesco e catalano nel XV secolo, e ancora in francese, svedese e ceco nel XVI. Entrambe le opere furono anche pubblicate a stampa nel XVI secolo.
Non abbiamo a disposizione notizie sulla formazione alchemica del frate francescano, ma con grande probabilità l'inizio di essa risaliva agli anni degli studi a Tolosa.
Il trattato De quinta essentia si colloca a metà strada tra l'alchimia e la farmacia: è infatti dedicato soprattutto alla ricerca della «cosa creata, opportuna all'uso degli uomini, che possa preservare dalla putrefazione il corpo che è soggetto a corruzione». Per raggiungere questo obiettivo, grande importanza rivestono i medicamenti a base di alcool, preparati secondo la teoria dei quattro elementi, delle complessioni e dei temperamenti umorali, mediante distillazioni ripetute di sostanze di origine organica.
Il Liber lucis affronta invece uno dei temi tipici dell'alchimia: il procedimento per trasformare in oro i metalli più vili. Naturalmente lo scopo di Giovanni di Rupescissa, forte difensore della assoluta povertà della Chiesa, non era l'arricchimento personale, ma quello di offrire alla Chiesa la possibilità di soccorrere i poveri nei tempi di carestia e spogliazione che presto sarebbero giunti.

## Opere
- Lettera Vos misistis e Vade mecum in tribulatione. In: Brown, Edward, ed. Appendix ad fasciculum rerum expetendarum et fugiendarum ab Orthuino Gratio editum … sive tomus secundus scriptorum veterum (quorum pars magna nunc primum è Mss. Codicibus in lucem prodit) qui Ecclesiæ Rom. Errores et abusus detegunt et damnant, necessitatemque Reformationis urgent. Londra: impensis Richardi Chiswell ab insigne Rosae Coronatae in Coemeterio S. Pauli, 1690.
- Sulla preparazione della vera pietra dei filosofi. Roma: Atanor, 1981.
- Maior expositio Cirilli, edizione parziale in Boilloux, Marc. Étude d'un commentaire prophétique du XIVe siècle: Jean de Roquetaillade et l'oracle de Cyrille (v. 1345-1349), Le Temps est proche... (Apo. 1, 3 & 22, 10) ; sous la dir. de Mme Bourgain et de Martin Aurell. Paris: École de Chartes, 1993.
- Liber secretorum eventuum, édition critique, traduction et introduction historique. Robert E. Lerner & Christine Morerod-Fattebert, Fribourg: Éditions universitaires Fribourg Suisse, 1994.
- Liber Lucis, in Andrea Aromatico, Il libro della luce, Venezia: Marsilio, 1997.
- Liber Ostensor quod adesse festinant tempora ; Édition critique sous la direction d'André Vauchez, par Clémence Thévenaz Modestin et Christine Morerod-Fattebert, avec la collaboration de Marie-Henriette Jullien de Pommerol sur la base d'une transcription de †Jeanne Bignami Odier. André Vauchez, Roma: École Française de Rome, 2005.
- Vade mecum in tribulatione: (a) editio princeps: Londra 1690 (in: E. Brown, Fasciculus rerum expetendarum ac fugiendarum II); (b) edizioni moderne: 1) Giovanni di Rupescissa. Vade mecum in tribulatione, edizione critica a cura di Elena Tealdi, introduzione storica a cura di Robert E. Lerner e Gian Luca Potestà, Milano: Vita e Pensiero. Dies Nova, 2015, 2) John of Rupescissa’s Vade mecum in tribulacione. A Late Medieval Eschatological Manual for the Forthcoming Thirteen Years of Horror and Hardship. Edited by Matthias Kaup, Londra/New York: Routledge. Church, Faith and Culture in the Medieval West, 2017. (Gli autori editano versioni diverse come testo autentico di Rupescissa: Tealdi prende per esso la versione della famiglia α, secondo Kaup la Versio plena expolita secondaria; Kaup tiene per autentica la Versio plena, secondo Tealdi la versione secondaria della famiglia δ; l'unica doppia recensione finora (cf. Julia E. Wannenmacher in Journal of Ecclesiastical History 70.1 (2019), 165-166) raccomanda Kaup per il lavoro testuale e, come complemento essenziale al suo commento fattuale, Tealdi)

## Nella letteratura
Giovanni di Rupescissa compare come uno dei personaggi del romanzo Cherudek di Valerio Evangelisti.